# Obrasso-Verlag
Die Obrasso-Verlag AG ist ein Schweizer Musikverlags- und Vertriebsunternehmen in Wiedlisbach im Kanton Bern in der Schweiz. Das Unternehmen produziert Noten und Tonträger für Brassbands und Blasorchester und vertreibt diese weltweit.

## Geschichte
Gegründet wurde die Obrasso-Verlag AG am 26. September 1983 durch die Gebrüder Werner Obrecht und Manfred Obrecht in Wiedlisbach. Der Name Obrasso leitet sich von O (für Werner Obrecht), BRASS (englisch für Blechblasinstrumente) und O (für Manfred Obrecht) ab.
Im Jahr 1991 wurde ein eigenes Firmengebäude gebaut, in dem die Firma noch heute domiziliert ist. Seit 2015 betreibt der Verlag einen Online-Handel für verlagseigene Werke.

## Ausrichtung und Angebot
Der Verlag hat sich überwiegend auf die Veröffentlichung von Originalliteratur und Transkriptionen klassischer Werke spezialisiert. In neun Serien werden Werke für unterschiedliche Besetzungen angeboten. Jede Serie ist mit einer Farbe gekennzeichnet. Neben herkömmlich instrumentierter Literatur gibt der Verlag Noten für reduzierte Brass-Band und Blasorchester-Besetzung heraus.